# Nyawaga
Nyawaga är ett periodiskt vattendrag i Burundi.   Det ligger i provinsen Ruyigi, i den centrala delen av landet, 90 km öster om huvudstaden Bujumbura.
Omgivningarna runt Nyawaga är en mosaik av jordbruksmark och naturlig växtlighet. Runt Nyawaga är det ganska tätbefolkat, med 100 invånare per kvadratkilometer.